# Prunoy
Prunoy est une ancienne commune française, située dans le département de l'Yonne en région Bourgogne-Franche-Comté, devenue, le 1er janvier 2016, une commune déléguée de la commune nouvelle de Charny-Orée-de-Puisaye.

## Géographie

### Lieux-dits et écarts
Les lieux-dits suivis d'une astérisque sont situés à l'écart de la route indiquée.
B
- La Bardellerie*,         Rte de Charny (D16)
- Bel-Air,                 Rte des Masureaux (vers le sud et la D145)
- La Bissotterie*,         Rte de Villefranche (D18)
- Le Bois Rond*,           Rte de Charny à La Ferté (D145)
- Les Boudins*,            Rte de Saint-Romain-le-Preux (D16)
- La Bourgogne*,           Rte de Perreux
- Les Brosses racineuses*, Rte de Charny à La Ferté (D145)
- La Bufferie*,            Rte de Charny à La Ferté (D145)

C
- Le Champ de la Cure,     Rte de Saint-Romain-le-Preux (D16)
- La Chaudronnerie,        Rte de Perreux
- Les Comtes*,             Rte de Saint-Romain-le-Preux (D16)
- La Constantinerie,       Rte des Masureaux (vers le sud et la D145)
- Les Courants*,           Rte de Charny à La Ferté (D145)
- La Cour de Prunoy*,      Rte de Villefranche (D18)

D
- La Dasonnerie*,          Rte de Saint-Romain-le-Preux (D16)

E
- Les Étifiaux*,           Rte de Perreux

F
- Les Fouquereaux*,        Rte des Masureaux (vers le sud et la D145)
- Les Frémeaux*,           Rte de Saint-Romain-le-Preux (D16)

G
- Le Grand Chemin*,        Rte de Saint-Romain-le-Preux (D16)
- La Grange Rouge*,        Rte de Charny à La Ferté (D145)

H
- La Haute Maison*,        Rte de Saint-Romain-le-Preux (D16)

M
- La Maison Rouge,         Rte de Charny à La Ferté (D145)
- Malvrain*,               Rte de Saint-Romain-le-Preux (D16)
- Les Mardelles,           Rte de Perreux
- Les Masureaux,           Rte des Masureaux (vers le sud et la D145)
- Morizet*,                Rte de Morizet

P
- Pailly*,                 Rte de Dicy

R
- Les Racineux*,           Rte de Charny à La Ferté (D145)
- Réveillon,               Rte de Charny (D16)
- Les Richards,            Rte des Masureaux (vers le sud et la D145)
- Le Rideau,               Rte de Saint-Romain-le-Preux (D16)

S
- Saint-Jacques*,          Rte des Masureaux (vers le sud et la D145)
- Saint-Laurent,           Rte des Masureaux (vers le sud et la D145)

T
- Les Troussards*,         Rte de Villefranche (D18)

V
- Vienne, château,         Rte de Charny (D16)

Le hameau de la Disonnerie est partagé entre Prunoy et Chevillon.

Hameau les Masureaux ! le nom Mazure ou Masure signifie au XVIe siècle une manœuvrerie, de même qu'un mazurier était un manœuvre ou ouvrier, attaché à une ferme ou un domaine tout en en étant indépendant.

## Toponymie
Prunoy s'appelait Prénoy au temps de la carte de Cassini.
Du latin prunus, était planté de pruniers.

## Histoire
En 1207, le seigneur de Prénoy est Augalone.

## Politique et administration
| Période    | Période | Identité               | Étiquette | Qualité |
| ---------- | ------- | ---------------------- | --------- | ------- |
| 2018       |         | Jean-Pierre Rognone    |           |         |
| 2016       | 2018    | Gilbert Le Druillennec |           |         |
| avant 2011 | 2016    | Joël Lales             |           |         |

## Démographie
L'évolution du nombre d'habitants est connue à travers les recensements de la population effectués dans la commune depuis 1793. À partir du 1er janvier 2009, les populations légales des communes sont publiées annuellement dans le cadre d'un recensement qui repose désormais sur une collecte d'information annuelle, concernant successivement tous les territoires communaux au cours d'une période de cinq ans. 
Pour les communes de moins de 10 000 habitants, une enquête de recensement portant sur toute la population est réalisée tous les cinq ans, les populations légales des années intermédiaires étant quant à elles estimées par interpolation ou extrapolation. Pour la commune, le premier recensement exhaustif entrant dans le cadre du nouveau dispositif a été réalisé en 2004,.
En 2013, la commune comptait 307 habitants, en évolution de +0,99 % par rapport à 2008 (Yonne : −0,46 %, France hors Mayotte : +2,49 %).
| 1793 | 1800 | 1806 | 1821 | 1831 | 1836 | 1841 | 1846 | 1851 |
| ---- | ---- | ---- | ---- | ---- | ---- | ---- | ---- | ---- |
| 576  | 526  | 555  | 561  | 559  | 565  | 608  | 631  | 712  |

| 1856 | 1861 | 1866 | 1872 | 1876 | 1881 | 1886 | 1891 | 1896 |
| ---- | ---- | ---- | ---- | ---- | ---- | ---- | ---- | ---- |
| 752  | 730  | 709  | 689  | 676  | 607  | 646  | 639  | 619  |

| 1901 | 1906 | 1911 | 1921 | 1926 | 1931 | 1936 | 1946 | 1954 |
| ---- | ---- | ---- | ---- | ---- | ---- | ---- | ---- | ---- |
| 603  | 579  | 528  | 477  | 475  | 435  | 434  | 431  | 358  |

| 1962 | 1968 | 1975 | 1982 | 1990 | 1999 | 2004 | 2009 | 2013 |
| ---- | ---- | ---- | ---- | ---- | ---- | ---- | ---- | ---- |
| 325  | 297  | 258  | 245  | 252  | 290  | 318  | 303  | 307  |

## Lieux et monuments
- Château de Prunoy : certaines scènes du film Mort d'un pourri  (de Georges Lautner, 1977) y furent tournées[11].
- Le village ne compte plus d'église, celle qui existait fut démolie, en 1929, car vétuste et dangereuse pour les paroissiens.

## Environnement
La commune inclut une partie de la ZNIEFF des étangs, prairies et forêts du Gâtinais sud oriental,.  L'habitat particulièrement visé par cette ZNIEFF est fait d'eaux douces stagnantes ; les autres habitats inclus dans la zone sont des eaux courantes, des prairies humides et mégaphorbiaies, et des bois.

## Personnalités liées à la commune
- Eugène Lefébure, né à Prunoy.

## Pour approfondir